# 秋元希星
秋元 希星（あきもと きせい、1986年7月5日 - ）は、日本の柔道家。埼玉県出身。階級は60kg級。身長169cm。段位は四段。組み手は右組み。得意技は大内刈。

## 経歴
柔道は5歳の時に自宅で運営していた秋元道場で始めた。川口西中学から埼玉栄高校へ進むと、3年の時にインターハイ60kg級で優勝を飾った。アジアジュニアでは3位にとどまった。筑波大学へ進学すると、3年の時には学生体重別で優勝した。4年の時には学生体重別で連覇すると、講道館杯でも優勝を飾った。さらには、嘉納杯でも優勝を成し遂げた。2009年には了徳寺学園の職員となるとともに、筑波大学の大学院へ進んだ。選抜体重別とグランドスラム・リオデジャネイロでは3位になった。2010年の選抜体重別でも3位だった。その後は広島県で刑務官となった。

## 戦績
- 2004年 - インターハイ 優勝
- 2004年 - アジアジュニア 3位
- 2006年 - モナコ国際 優勝
- 2007年 - 学生体重別 優勝
- 2008年 - 学生体重別 優勝
- 2008年 - 講道館杯 優勝
- 2008年 - 嘉納杯 優勝
- 2009年 - 体重別 3位
- 2009年 - グランドスラム・リオデジャネイロ 3位
- 2009年 - 講道館杯 5位
- 2010年 - 体重別 3位

（出典、JudoInside.com）